# Спиця

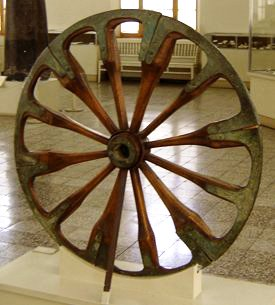
Колесо зі спицями з Іранського національного музею (Тегеран), датується 2-м тисячоліттям до нашої ери.

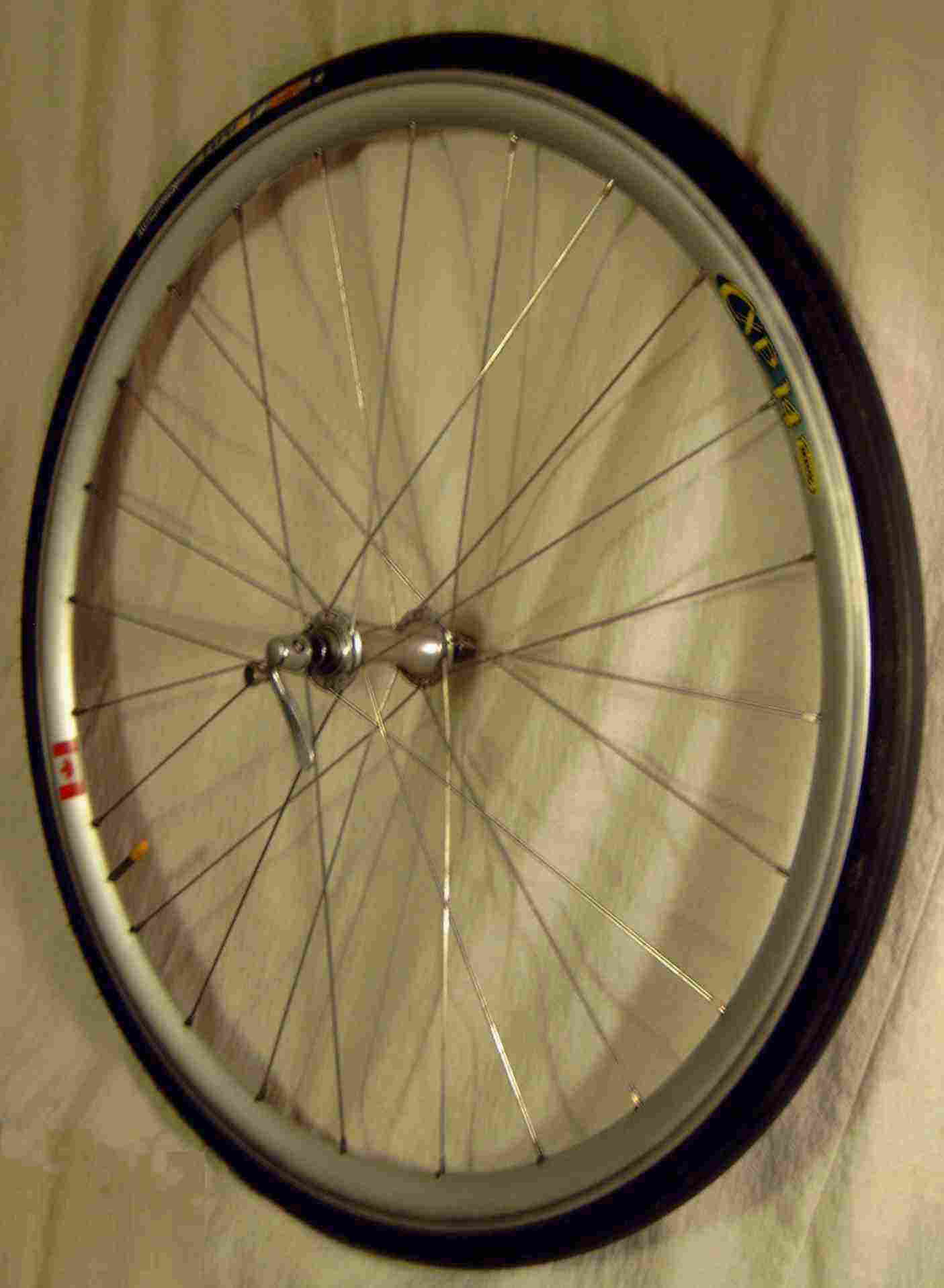
Велосипедне колесо з металевими спицями.

Спиця, шпиця (від прасл. *stъpica), заст. шприх, шприха (від нім. Speiche) — конструктивний елемент колеса, що являє собою стрижень, що з'єднує центр колеса (маточину) і його обід. Використання спиць дозволяє значно полегшити конструкцію колеса, при цьому не знижуючи його міцності. Винахід колеса зі спицями був справжньою науково-технічною революцією свого часу, що дозволила народам, що вперше застосували бойові колісниці з колесами нового типу, розселитися практично по всій Євразії.

## Конструктивні особливості
Спиці можуть виготовлятися з дерева, металу або синтетичних матеріалів залежно від того, який вид навантаження вони мають. Розрізняють стиснені та  розтягнуті спиці.
Первісним типом спиць були стиснені спиці, що виготовлялися з дерева. Такі спиці застосовувалися в колесах колісниць, пізніше — в колесах візків та екіпажів, а також ранніх автомобілів та гармат. У велосипедних колесах важкі дерев'яні спиці були замінені значно легшими металевими, що працюють на розтяг. Подібні спиці використовуються в колесах мотоциклів і автомобілів.

## Мовні звороти
- Десята спиця в колесі — той, хто відіграє незначну роль у чомусь[1]
- Не остання спиця в колесі (видна шпиця в колесі) — який відіграє певну роль у розв'язанні якоїсь справи, займає певне становище в суспільстві[1][2]

## Інтернет-ресурси
- Online spoke length calculator (German), uses slightly different measures than the above formula